# (52225) Panchenko
(52225) Panchenko est un astéroïde de la ceinture principale.

## Description
(52225) Panchenko est un astéroïde de la ceinture principale. Il fut découvert le 25 juillet 1968 à Cerro El Roble par G. A. Plyugin et Iouri Beliaïev. Il présente une orbite caractérisée par un demi-grand axe de 3,05 UA, une excentricité de 0,19 et une inclinaison de 13,1° par rapport à l'écliptique.

## Compléments